# Gornja Jurkovica
Gornja Jurkovica (szerbül: Горња Јурковица), falu Gradiška községben, Bosznia-Hercegovinában, Bosanska krajina területén, a Szerb Köztársaságban. 

## Fekvése
Bosznia-Hercegovina északi részén, Banja Lukától légvonalban 20, közúton 40 km-re északra, községközpontjától légvonalban 21, közúton 32 km-re délre, 160-350 méteres magasságban, a Jurkovica-folyótól és egyik mellékágától, a Suvaja-pataktól északra és nyugatra található dombvidéken fekszik. Nevét az azonos nevű Jurkovica-folyóról kapta, amely három településen (Gornja, Donja és Srednja Jurkovica) folyik keresztül. A Jurkovica a Kozara lejtőin eredő két patak, a Suva és a Suvaja összefolyásából jön létre, melyek, amikor a hó elolvad, felduzzadnak és a Mračaj forrásához zúdulnak, ahonnan már Jurkovica néven folynak tovább.

## Népessége
| Nemzetiségi csoport | Népesség 1991 | Népesség 2013 |
| ------------------- | ------------- | ------------- |
| Szerb               | 275           | 165           |
| Bosnyák             | 0             | 0             |
| Horvát              | 9             | 3             |
| Jugoszláv           | 2             | 0             |
| Egyéb               | 11            | 1             |
| Összesen            | 297           | 169           |

## Története
A falutól délre, a Suvaja-patak feletti magaslaton található alapfalak és középkori leletek tanúsága szerint határában a késő középkorban vár állt.
A település területe Turjak község részeként 1878-ig tartozott az Oszmán Birodalomhoz, ekkor a berlini kongresszus határozata alapján az Osztrák-Magyar Monarchia része lett. A monarchia szétesésével 1918-ban előbb a Szerb-Horvát-Szlovén Királyság, majd 1929-től a Jugoszláv Királyság része. Jugoszlávia megszállása után a település a Független Horvát Állam (NDH) része lett. A falu 1945-től a szocialista Jugoszlávia része volt. A boszniai háború idején a Boszniai Szerb Köztársaság része volt. A daytoni békeszerződést követő területfelosztásnál Bosanska Gradiška község részeként a Szerb Köztársaság területéhez került. 

## Nevezetességei
- A Gornja Jurkovica-i barlang a Kozara-hegység északkeleti lejtőin, Pećani, Užari és Babići falvak közvetlen közelében található. Geológiailag ez a terület egy kisebb karsztterület része, amely triász kori mészkőből és dolomitokból áll, amelyek metamorf kőzeteken fekszenek. A barlang bejárata a Suva Rijeka patak felett, 220 méter tengerszint magasságban található. Teljes hossza 407 méter, mélysége pedig 23,5 méter. A főjárat 176 méter hosszú. A barlangi látványosságok mennyiségét és változatosságát tekintve ez a barlang legérdekesebb része.

- Kace – késő középkori vár maradványai, melyek a Suvaja-patak feletti magaslat 13 méteres átmérőjű platóján találhatók. Déli oldalát földsánc védte, míg a keleti és északi oldalon a meredek domboldal nyújtott védelmet. A lelőhelyen számos késő középkori kerámiatöredék, kőfalak és vakolat maradványai kerültek elő.[5]